# Івиця Костелич
Івиця Костелич (хорв. Ivica Kostelić, 23 листопада 1979) — хорватський гірськолижник, олімпійський призер, чемпіон світу.
Івиця Кослелич старший брат найтитулованішої гірськолижниці світу Яниці Костелич. Він спеціалізується в основному в спеціальному слаломі. Найбільше його досягнення — золота медаль чемпіонату світу 2003 року. Він вигравав малий кришталевий глобус Кубка світу в сезоні 2001/2002, на його рахунку 11 перемог на етапах Кубка світу, 9 з яких у спеціальному слаломі. 
На Олімпіаді у Ванкувері він здобув дві срібні медалі: у суперкомбінації та в спеціальному слаломі. В Турині він був другим у гірськолижній комбінації.